# Christian Potenza
Christian Potenza (født 23. december 1972 i Ottawa, Ontario, Canada) er en canadisk skuespiller og tegnefilmsdubber.

## Karriere
Potenza debuterede som skuespiller i 1997 som karakteren Jimmy i tv-serien Riverdale. Han har også optrådt som bl.a Doug i CBC Televisions komedieserie The Tournament samt som CSA-agent Joel i Jackie Chans film The Tuxedo.
De fleste af Potenzas roller er i tv-reklamer, hvor han bl.a. har optrådt som en gul tandbørste i en Listerine-reklame mod tandkødsbetændelse, en solsikke i det canadiske firma Kias annoncer samt som "Lad os smide tøjet!"-manden på undergrundsbanen i en af Tostitos annoncer.
Potenza dubbede stemme til Jude Lisowski i 6Teen, og han har dubbet Chris McLean i alle sæsoner. I 2007 optrådte han i en episode af Colin and Justin's Home Heist.

## Udvalgt filmografi

### Film
| År   | Film                    | Rolle               |
| ---- | ----------------------- | ------------------- |
| 1999 | Forever Mine            | Corrections Officer |
| 2002 | The Tuxedo              | CSA Agent Joel      |
| 2003 | The Arbuckle Academy    | Bobby               |
| 2004 | Ham & Cheese yum yum    | Patt Watts          |
| 2004 | My Brother's Keeper     | Dave                |
| 2005 | King's Ransom           | Officer Holland     |
| 2005 | A Wing and a Prayer     | Barry               |
| 2005 | The White Dog Sacrifice | Rob                 |
| 2005 | Neil                    | Homeless Man        |
| 2006 | Run Robot Run!          | Garth               |
| 2006 | Population 436          | Frank Ramsey        |

### Tv-serier
| År        | Program                           | Episode                    | Rolle                  |
| --------- | --------------------------------- | -------------------------- | ---------------------- |
| 1997      | Riverdale                         |                            | Jimmy                  |
| 1998      | Naked City: Justice with a Bullet |                            | Rudy                   |
| 1999      | La Femme Nikita                   | Any Means Necessary        | Reuben                 |
| 2000      | The Famous Jett Jackson           | Beauregard's Beach Bash    | Deputy Spencer         |
| 2000      | Hendrix                           |                            | Chas Chandler          |
| 2000      | One Kill                          |                            | Parker                 |
| 2000      | The Thin Blue Lie                 |                            | Danny O'Brien          |
| 2000      | Twice in a Lifetime               | Birds of Paradise          | Young Barry Kirkbride  |
| 2001      | Degrassi: The Next Generation     | The Mating Game            | Cashier                |
| 2001      | The Famous Jett Jackson           | Battle of Wilsted          | Deputy Spencer         |
| 2001      | Leap Years                        | 5 episoder                 | Lighting               |
| 2002      | Escape from the Newsroom          |                            | Chris                  |
| 2002      | Patti                             |                            |                        |
| 2003      | The One                           | Bill                       | Bill                   |
| 2004–2010 | 6teen                             | alle                       | Jude Lisowski (Stemme) |
| 2005      | The Tournament                    |                            | Doug                   |
| 2005      | The Shakespeare Comedy Show       | Episode #1 og 2            |                        |
| 2007      | Ten Seconds                       |                            | Friends                |
| 2007      | Total Drama Island                | Alle                       | Chris McLean (stemme)  |
| 2009      | Total Drama Action                | Alle                       | Chris McLean (stemme)  |
| 2009      | Stoked                            | Take Your Kook to Work Day | Shep (stemme)          |
| 2010      | Total Drama World Tour            | Alle                       | Chris McLean (stemme)  |
| 2011      | Total Drama Reloaded              | Alle                       | Chris McLean (stemme)  |